# Formaggi Pinzolo Fiavé
La Formaggi Pinzolo Fiavé (codice UCI: FPF), nota in precedenza come Mobilvetta Design e come Formaggi Trentini, è stata una squadra maschile italiana di ciclismo su strada, attiva tra i professionisti dal 1998 al 2004.

## Storia
Lo sponsor principale fu dal 1998 al 2001 la Mobilvetta Design, casa toscana produttrice di autocaravan con sede commerciale a Poggibonsi, mentre dal 2002 al 2004 il consorzio Formaggi Trentini, associazione che riunisce i caseifici del Trentino. Sponsor secondari furono negli anni la Northwave, la Rossin (che fornì anche le biciclette per tre stagioni) e la Ciarrocchi Immobiliare.
La struttura del team era quella del gruppo sportivo Stefano Giuliani, fondato dall'omonimo ex ciclista, manager della squadra nei sette anni di attività. Giuliani, che già nel 1996 e 1997 era stato direttore sportivo alla Cantina Tollo-Carrier di Palmiro Masciarelli, lanciò con la sua squadra ciclisti come Gorazd Štangelj, Michele Gobbi, Alberto Ongarato, Massimo Strazzer e Alessandro Bertolini. Nelle file del team passarono inoltre, al termine della carriera, Evgenij Berzin, Pascal Richard e Laurent Roux.
I principali successi della società di Giuliani arrivarono da Ivan Quaranta, vincitore di due tappe al Giro d'Italia 1999 e di due a quello 2000, e da Massimo Strazzer, vincitore della maglia ciclamino della classifica a punti e della maglia azzurra dell'intergiro al Giro d'Italia 2001.

## Cronistoria

### Annuario
| Anno | Codice  | Nome                                                                             | Cat. | Biciclette   | Dirigenza |
| ---- | ------- | -------------------------------------------------------------------------------- | ---- | ------------ | --- |
| 1998 | MDN     | Mobilvetta-Northwave                                                             | GSII | Fausto Coppi | Manager: Stefano Giuliani, Daniele Sebastiani Dir. sportivi: Franco Chioccioli, Franco Vona                                |
| 1999 | MDN     | Mobilvetta-Northwave                                                             | GSII | Rossin       | Manager: Stefano Giuliani Dir. sportivi: Franco Chioccioli, Franco Vona                                                    |
| 2000 | MDN     | Mobilvetta-Rossin                                                                | GSII | Rossin       | Manager: Stefano Giuliani Dir. sportivi: Fausto Boreggio, Gabriele Di Francesco                                            |
| 2001 | MDN     | Mobilvetta-Formaggi Trentini                                                     | GSII | Rossin       | Manager: Stefano Giuliani Dir. sportivi: Fausto Boreggio, Gabriele Di Francesco, Vito Taccone                              |
| 2002 | MDN FOT | Mobilvetta-Formaggi Trentini (fino al 3 maggio) Formaggi Trentini (dal 3 maggio) | GSII | Gios         | Manager: Valentina Giuliani Dir. sportivi: Gabriele Di Francesco, Stefano Giuliani                                         |
| 2003 | FPF     | Formaggi Pinzolo Fiavé-Ciarrocchi Immobiliare                                    | GSII | Gios         | Manager: Valentina Giuliani Dir. sportivi: Gabriele Di Francesco, Stefano Giuliani, Riccardo Magrini, Germano Pierdomenico |
| 2004 | FPF     | Formaggi Pinzolo Fiavé                                                           | GSII | Gios         | Manager: Valentina Giuliani Dir. sportivi: Antonio Iacovozzi, Giuseppe Lanzoni, Germano Pierdomenico, Stefano Giuliani     |

### Classifiche UCI
Fino al 1998, le squadre ciclistiche erano classificate dall'UCI in un'unica divisione. Nel 1999 la classifica a squadre venne divisa in prima, seconda e terza categoria (GSI, GSII e GSIII), mentre i corridori rimasero in classifica unica. Nel 2005 fu introdotto l'UCI ProTour e, parallelamente, i Circuiti continentali UCI; dal 2009 le gare del circuito ProTour sono state integrate nel Calendario mondiale UCI, poi divenuto UCI World Tour.
| Anno | Class. | Pos. | Migliore cl. individuale |
| ---- | ------ | ---- | ------------------------ |
| 1998 | GSII   | 41º  | Mario Manzoni (164º)     |
| 1999 | GSII   | 4º   | Ivan Quaranta (135º)     |
| 2000 | GSII   | 14º  | Ivan Quaranta (242º)     |
| 2001 | GSII   | 19º  | Uroš Murn (236º)         |
| 2002 | GSII   | 11º  | Ruggero Marzoli (105º)   |
| 2003 | GSII   | 9º   | Bo Hamburger (101º)      |
| 2004 | GSII   | 13º  | Jure Golčer (247º)       |

## Palmarès

### Grandi Giri
- Giro d'Italia

Partecipazioni: 6 (1999, 2000, 2001, 2002, 2003, 2004)
Vittorie di tappa: 4
1999 (2 Ivan Quaranta)
2000 (2 Ivan Quaranta)
Vittorie finali: 0
Altre classifiche: 2
2001 Punti (Massimo Strazzer)
2001 Intergiro (Massimo Strazzer)
- Tour de France

Partecipazioni: 0
Vittorie di tappa: 0
Vittorie finali: 0
Altre classifiche: 0
- Vuelta a España

Partecipazioni: 0
Vittorie di tappa: 0
Vittorie finali: 0
Altre classifiche: 0

### Campionati nazionali
Strada
- Campionati austriaci: 1

Salita: 2002 (Hans-Peter Obwaller)
Pista
- Campionati italiani: 1

Madison: 2003 (Marco Villa)